# لي تينجتينج
لي تينجتينج (بالصينية: 李婷婷)، المعروف أيضاً باسم لي ميزي، هي ناشطة صينية في مجال المساواة بين الجنسين والحرية الجنسية. اعتقلت من قبل الشرطة الصينية عشية اليوم العالمي للمرأة، إلى جانب أربعة ناشطات أخريات، عقب احتجاجهن على التحرش الجنسي في وسائل النقل العام.

## بداية حياتها
آمن والدا لي بحرية الاختيار في مسائل الحب والزواج، لكنهما قررا الزواج عندما أصبحت والدتها حاملاً بها. عاشت أسرتها في الضواحي الريفية لبكين، حيث كان والدها يعمل على توصيل الأسمدة. بعد فصل والدها من عمله، بدأت والدة لي بالعمل في مصنع في بكين، لكنها استمرت في تحمل المسؤولية عن جميع الشؤون المنزلية الخاصة بها. طبقاً للي، كان والدها ربّ أسرةٍ مستبد، حيث كانت أي إهانة له تؤدي إلى عنف جسدي تجاه أمها ونفسها.

## عملها كناشطة
خلال عامها الثاني في الجامعة، أسست لي مجموعة تدريب مجتمعية للنساء المثليات، لتقديم خدمات الاستشارة والدعم للطالبات الجامعيات.
شاركت لي في العديد من المظاهرات العامة في الصين. في عام 2012، سارت في أحد شوارع التسوق في بكين وهي ترتدي ثوب زفاف عليه بقع دم مع متطوعات أخريات للفت الانتباه إلى العنف المنزلي في الصين. على الرغم من أنّ الحشود كانت متقبلة بشكل أساسي، إلا أنّ العديد من المشاهدين كانوا محرجين من تسليط الضوء على هذه الأمور الشخصية في الأماكن العامة. خلال الحدث، تبع مسؤولو الإدارة الحضرية النساء الثلاث، ووبخوهن لعدم تسجيلهن مظاهراتهن بشكلٍ رسمي. شاركت لي أيضاً في مظاهرة «غرفة احتلال الرجال» مع الناشطة تشنغ شوران. احتج الحدث على قوائم الانتظار الطويلة لمراحيض النساء من خلال تشجيع المتظاهرات على مشاركة الرجال في استخدام مراحيضهم؛ هذا منع الرجال القلائل الذين أرادوا استخدام المراحيض من القيام بذلك. لفتت هذه التظاهرات الكثير من الاهتمام من وسائل الإعلام الوطنية والدولية، وكذلك النقاش عبر الإنترنت، خاصةً للطريقة التي شجعت فيها على تضامن الذكور مع قضية جنسية.
في بيان فيديو صدر عام 2016، ذكرت لي أنّ حملتها الحالية تركز على منع الزواج القسري.

## احتجازها
في 6 مارس 2015، وصل ضباط الشرطة إلى شقة لي حيث كانت تعيش مع شريكتها. في البداية لم تفتح لي الباب لهم وسمعت حديث الضباط عن أنهم كانو يتجسسون على مكالماتها الهاتفية. في نهاية المطاف فتحت لي الباب عندما اتصل الضباط بفني أقفال لاختراقه. ذكرت لي أنّ الشرطة قدمت لها مذكرة اعتقال فارغة، وفتشت شقتها وصادرت الأجهزة الإلكترونية الخاصة بها وبشريكتها. ثم اعتقلت الشرطة لي وشريكتها في مركبتين منفصلتين. تم نقل لي أولاً إلى مركز الشرطة المحلي، حيث فتشت الشرطة مكالماتها الهاتفية الخاصة. عندما طُلب منها فتح هاتفها، انتهزت لي الفرصة لحذف سجل محادثات تطبيق ويشات الخاصة بها.
في مساء يوم 7 مارس، تم قيادة لي إلى مرأب للسيارات في الطابق السفلي وتم نقلهاً بعيداً في شاحنة صغيرة. كان قد تم الإفراج عن شريكتها بالفعل، لكن الشاحنة احتجزت زميلتين ناشطتين للي، وي تينغتينغ ووانغ مان.
تعرضت الناشطات لاستجواب متكرر من قبل السلطات حول النشاط المخطط له المناهض للمضايقة الجنسية. ثم تحول موضوع الأسئلة إلى تورط القوات الأجنبية، وهو أمرٌ جعل السلطات في حالةٍ من التوتر الشديد، وفقاً لما صرحت به لي. كما سُئلت لي عن الاحتجاجات العامة الأخرى التي شاركت بها. حتى أنّ السلطات طبعت صوراً لمتظاهرات عاريات، مُخفين حلماتهن بصلبان سوداء. كما تمت مداهمة مكتب المنظمة غير الحكومية التي عملت فيها لي، لأنه من خلال هذا العمل زادت مشاركتها في الدعوة إلى مساواة بين الجنسين وحقوق المثليين. على الرغم من أنّ السلطات أرادت الحصول على معلومات حول هذه الشركة، إلا أنّ لي لم تكن في منصبٍ إداري. منذ إطلاق سراحها، ذكرت لي أنّ السلطات كانت تقتحم غرفتها فجأةً وتصرخ قائلةً: «لي تينجتينج، لم تكوني صادقةً معنا، أنت تكذبين مجدداً!» ثم تحاول ترهيبها بأدلةٍ جديدة غير محددة.
في 13 أبريل 2015، تم إطلاق سراح لي، إلى جانب أربعة ناشطات أخريان. وفقاً لمحاميها، كان الإفراج مشروطاً، مما يسمح بتوجيه تهم للي في وقت لاحق.

## ما بعد الحادثة
أفادت الأنباء أنّ لي وُضعت على القائمة السوداء لوسائل الإعلام الصينية، مما يعني أنه لن يتم نشر أخبار عنها أو التحدث معها. كما تم إغلاق المنظمة غير الحكومية التي عملت لصالحها.
كتبت لي مقالات تُعبر عن رأيها لوسائل الإعلام الدولية، بما في ذلك صحيفة الجارديان، حيث تصف اعتقالها ووضع حقوق المرأة في الصين. شاركت لي أيضاً في حلقات نقاش وأجرت محادثات حول الحركة النسائية في الصين في الولايات المتحدة والمملكة المتحدة.
تخرجت لي منذ ذلك الحين من جامعة إسيكس في 23 فبراير 2019.